# Vi Velasco
Vi Velasco (* 12. Januar 1939 in Manila, Philippinen) ist eine US-amerikanische Soul- und Bossa-Nova-Sängerin mit philippinischen Wurzeln.

## Leben

### Herkunft und Ausbildung
Ihre Eltern zogen 1940 nach San Diego und kurz darauf nach Hollywood, wo Vi Velasco aufwuchs. Nach ihrem High-School-Abschluss besuchte sie das City College in Los Angeles, gewann den Talent-Wettbewerb eines örtlichen Fernsehsenders und studierte daraufhin in New York Gesang und Schauspiel. Im Juni 1955 debütierte sie als Calypso-Tänzerin des Los Velasco Trio im Blue Angel in Chicago, einem Nachtclub, dem sie auch später treu blieb. Kurz darauf, im August, sang sie dort zum ersten Mal in der Show Voodoo Calypso, angeblich an der Seite eines Esels, der durch das Publikum geführt wurde. Variety bezeichnete die Show als "laut, schnell und kurz", so dass niemand in Verlegenheit gekommen sei, einzuschlafen. Im Sahara-Hotel in Las Vegas beeindruckte sie mit Latino-Nummern wie Elube Chango. In dem damals höchst erfolgreichen Broadway-Musical Jamaica von Harold Arlen (Musik) und E. Y. Harburg (Gesangstexte) wurde sie erstmals in einer Nebenrolle besetzt (Uraufführung 31. Oktober 1957 im Imperial Theatre). Im selben Jahr hatte sie einen Auftritt in der TV-Show In Melbourne Tonight. 1960 machte sie als Sängerin in der BBC-Sendung Tempo 60 Furore. Ab dem 5. August 1960 engagierte sie der brasilianische Promoter Ricardo Cella aus São Paulo für eine Südamerika-Tournee.

### Musical- und Nachtclub-Auftritte
Im Jahr darauf bekam sie an der Seite des Schauspielers Meredith Burgess die Hauptrolle der naiven June Young in Kicks and Company von Oscar Brown Jr. und Robert Nemiroff (Text) und Alonzo Levister (Musik). Das Musical, eine Satire auf den Playboy und Hugh Hefner, war bei der Uraufführung im Arte Crown Theatre in Chicago nach ganzen vier Vorstellungen durchgefallen, bekam allerdings in New York eine zweite Chance, nachdem in der Dave Garroway-Fernsehshow Ausschnitte gezeigt worden waren. Doch als diabolischer Mr. Kicks (in dem Stück versucht der Teufel mit Hilfe eines Orgy Magazines eine farbige Studentin zu verführen) versagte der spröde Burgess in der Titelrolle – ihm fehlte jeder Sexappeal. Außerdem glich das Off-Broadway-Theater, in dem der Neustart versucht wurde, eher einer abweisenden Kongresshalle, weshalb die Produktion abermals floppte. Nichtsdestotrotz erreichte Velasco durch das Musical eine gewisse Bekanntheit und zierte am 12. Oktober 1961 mit ihrem Bild die Titelseite der Musikzeitschrift Jet.
1962 wurde Velasco in dem Musical No Strings von Richard Rodgers und Oscar Hammerstein als Einspringerin für die Hauptdarstellerin Diahann Carroll in der Hauptrolle des Models Barbara Woodruff besetzt (die Geschichte spielt in der Pariser Modewelt) und brillierte in mehreren Vorstellungen. Ab dem 30. Juli 1963 folgte eine Hauptrolle im Musical Flower Drum Song, das in Chicago herauskam. Trotz ihrer Bühnenerfolge blieben Auftritte in Nachtclubs die große Leidenschaft von Velasco, die auch Engagements in der Karibik (Aruba Caribbean) annahm. Immer wieder gastierte sie in Las Vegas, etwa bei mehrwöchigen Auftritten im Flamingo-Hotel, sowie im Freemont- und Frontier-Hotel, sowie in zahlreichen Fernsehshows in Brasilien, Frankreich, Deutschland und Großbritannien, u. a. in der  Merv Griffin-Show (elf Mal zwischen dem 2. Januar 1963 und 12. September 1967), The Red Skelton Hour auf CBS (7. Januar 1964) und der Lester Wilson-Show (1971).

### Plattenverträge
Mit Cantando Bossa Nova nahm Velasco ihr erstes Album bei Colpix Records auf, wo sie auch ihren ersten Plattenvertrag hatte, begleitet vom Jazz-Saxophonisten und Bandleader Zoot Sims (Produzent Jack Lewis, Arrangements von Al Cohn und Manny Albam). Es war das erste Album eines US-amerikanischen Künstlers mit gesungenen Bossa Nova-Titeln überhaupt. 1964 folgte für das Label Vee-Jay Records The Vi Velasco Album, arrangiert von Charles Callelo, eine Produktion, mit der sie nach sorgfältiger Planung der entsprechenden Marketingkampagne in Hollywood auf Promotiontour durch mehrere US-Städte, Großbritannien und Italien ging. Auf dieser Platte sang Velasco auch den Burt-Bacharach-Hit That´s Not The Answer (Text Hal David), das einzige Lied, mit dem sie heute noch auf Easy-Listening-Samplern vertreten ist. Der Bacharach-Song Reach Out For Me, den Velasco ebenfalls auf ihrem Porträt-Album sang, ist dagegen in der Version von Dionne Warwick (1964) sehr viel bekannter. Als Velascos zweites Album veröffentlicht wurde, erlebte das Label Vee-Jay gerade eine Krise: Bis dahin hatte es sich ausschließlich auf Rhythm and Blues, Jazz und Gospel konzentriert und versuchte nun erstmals, im Popgeschäft Fuß zu fassen, was eine Reihe von teuren Gerichtsverfahren nach sich zog. Mit der EMI Group stritt sich Vee-Jay damals obendrein um die erste US-Veröffentlichung einer Beatles-Platte, so dass die Vermarktung von Vi Velasco erheblich beeinträchtigt war.
Anders, als es im Billboard-Magazin vom 17. Juli 1965 angekündigt war, sang Velasco nicht den von Charles Calello komponierten Titel-Song für den United-Artists-Film Who killed Teddy Bear, sondern Rita Dyson (die im Vorspann allerdings nicht erwähnt wurde). 1967 erschien die Single Lonely Boy beim 1966 gegründeten New Yorker MTA Label von Bob Thompson und Bob Mack, einer Firma, die sich vorgenommen hatte, nur wenige, ausgewählte Titel zu produzieren. 1969 übernahm Velasco die Nebenrolle der Pistolette in dem Mata-Hari-Musical Ballad for A Firing Squad, das allerdings nur Off-Broadway im Theatre de Lys gezeigt wurde.
Die Sängerin trat auch auf Kreuzfahrtschiffen wie der Emerald Seas auf.
Ab 1970 war Vi mit ihren beiden Schwestern Barbara und Maria unter dem Namen Velasco Sisters unterwegs, u. a. auf den Bahamas. Im Sommer 1974 wurden sie im Fields Restaurant in Chicago und im Brunos Beach House am Sylvan Beach in der Nähe von Syracuse (New York) von der Presse gefeiert. Vi begeisterte mit ihrer Interpretation des Songs Delta Dawn von Larry Collins und Alex Harvey. Vi Velascos Schwestern Barbara und Maria traten in Florida und der Karibik auch als Duo auf, begleitet von Marias Ehemann Dick Leiman, der Trompete spielte und bei Auftritten der Velasco Sisters die fünfköpfige Band leitete.

## Diskographie
Alben
- 1962: Vi Velasco With Zoot Sims And His Orchestra – Cantando Bossa Nova Means Singing The Bossa Nova (Colpix)
- 1964: The Vi Velasco Album (Vee-Jay)

Singles
- 1964: You are my sunshine / I don´t want to go on (Vee-Jay)
- 1965: If You Must Break a Heart / That's Not the Answer (Vee-Jay)
- 1965: I Don't Wanna Go On / Oh No, Not My Baby / Tokyo Melody / I'll Come A Little Bit Closer (Fontana)
- 1967: Lonely Boy/I walk the line (MTA Records)
- Unbekannt: Vi Velasco / Barbara Lewis / Riley Hampton Oh No Not My Baby / Hello Stranger (Connoisseur)